# クイック&デッド
『クイック&デッド』（The Quick and the Dead）は、1995年のアメリカ合衆国・日本合作の西部劇映画。監督はサム・ライミ。トライスター ピクチャーズ、日本衛星放送提携作品。
主役の女ガンマンを演じるシャロン・ストーンが製作にも関わり、当時オーストラリアの知る人ぞ知る名優だったラッセル・クロウを相手役に抜擢。さらに当時は若手のホープとして名を鳴らしていたレオナルド・ディカプリオを必死に交渉して出演させた。

## ストーリー
1881年、悪名高き権力者ジョン・ヘロッドが支配する田舎町リデンプションに、女ガンマンのエレンがやってくる。町は早撃ち大会を翌日に控えて活気づいており、高額の賞金を目当てに多くのガンマンが集まっていた。バーで参加者の募集が行われ次々名乗りが挙がると、そこに大会主催者であるヘロッドも現れて参加を表明する。ヘロッドはバーで牧師コートの絞首刑を行おうとするが、「女だから」という理由で参加を拒まれたエレンが実力を示す意図でコートを助け、2人の名前も名簿に刻まれることになった。
翌朝、ヘロッドの命を狙うエレンがバーで銃を抜こうとしたところ、町への道中で返り討ちにした追い剥ぎに決闘を申し込まれてしまう。“決闘は拒否できない”という大会のルールのもと2人の決闘が決まり、抽選によって午後7時に行われることが決まった。
総勢16人による大会が開始し、1回戦第1試合はヘロッドの息子キッドが勝利した。やがてコートの順番がやってくるが、彼は銃も金も持っていない。ヘロッドはキッドのガンショップでボロの銃を5ドルで購入し、弾丸を1発だけ込めてコートに持たせる。「決して撃たない」とコートは言い放つが、時間を迎えると無意識のうちに発砲し決闘に勝利していた。次に登場したヘロッドが圧倒的な実力で勝利する様を見たエレンは、幼少期に自分の父を殺したヘロッドの姿を思い出す。
午後7時が近付き大通りに向かうエレンに対し、コートは合図になっている大時計の癖を耳打ちする。そのおかげでエレンは無事に勝利するが、宿の部屋に戻るとヘロッドからの食事に誘う手紙が置かれていた。ドレスに着替えてヘロッドのもとへ向かうと、彼はエレンを金で囲おうとしてくるが、エレンは断りながら隠し持っていた拳銃をヘロッドに向ける。しかし、ヘロッドの威圧感に気圧されて引き金を引くことはできず、その場から逃げるように立ち去ってしまった。
大会2日目。2回戦第1試合に現れたヘロッドは、勝利の条件を「最後まで立っていた者」から「最後まで生き残った者」に変更し、対戦相手を撃ち殺す。第2試合がキッドの勝利となると、天候が荒れ始めたため進行は一時中断となった。
エレンが暖を取りに酒場へ入ると、2階から不穏な声が聞こえてくる。大会参加者のユージンという男が、酒場で働く少女に性行為を強要していたのだ。ユージンに激怒したエレンは土砂降りの雨の中で決闘を行い勝利するが、彼の命を奪うことはできなかった。しかし、酒場に戻ったところを襲撃され反射的に撃ち殺してしまい、エレンの2回戦勝利が確定する。
大会や町民たちに嫌気が差したエレンが町から去った頃、コートと先住民スポーテッドの決闘が始まった。スポーテッドはコートの弾丸を受けて倒れるが死には至っておらず、立ち上がってコートに発砲してきた。2発目を持たないコートは弾を避けながら周囲の人々に弾を求め、盲目の少年から受け取った弾でスポーテッドを撃ち殺す。
エレンは町外れの墓場にやってくるが、そこに彼女が求める父の墓場はなかった。彼女が町の出身であることを知るドク・ウォレスは、墓場に佇むエレンにヘロッドを倒して欲しいと懇願し、父の形見である保安官バッジを手渡す。
翌日、決意を新たにしたエレンはヘロッドに決闘を挑むが、既にキッドが先約を入れた後だった。父親に一人前だと認められたいキッドは町民の喝采を受けながら準決勝に臨むが、ヘロッドの首にかすり傷をつけながらも、腹を打ち抜かれて死亡する。息子の死を見届けたヘロッドは、「自分の子供だという証拠はない」と言ってその場を離れていった。
やがてもう一方の準決勝が始まりエレンとコートが対峙するが、どちらも銃を抜かないためルール違反で2人とも殺されそうになる。2人がやむを得ず銃を抜いた結果、倒れたのはエレンだけだった。ドク・ウォレスは胸から血を流すエレンの死亡を確認し、エレンの遺体に触れないよう厳命した。ヘロッドから決勝戦の時間を決めろと言われたコートは夜明けを指定する。
決勝戦が始まる午前6時、町中でいくつもの爆発が起き、へロッドの手下達が倒れた。そこに現れたのは赤いインクで死を偽装したエレンだった。エレンはヘロッドに正体を明かし、最後の決闘に見事勝利すると、保安官バッジをコートに託して町から去っていく。

## 登場人物
エレン
演 - シャロン・ストーン
女ガンマン。目測とはいえチャーリーに身長174cmと言われたほどの長身。幼少期に父を殺したヘロッドに復讐するため、リデンプションの早撃ち大会に参加する。
気が強く、女性を軽視する男は許せない性分で、そういう態度の男に制裁を加えることもある。ただし男嫌いというわけではなく、酔い潰れてキッドと一晩を共に過ごす、初戦に勝利した自分に近付いてきたキッドにキスをするなどの描写がある。
コート
演 - ラッセル・クロウ
牧師。ヘロッドと組んで悪党をしていた過去があり、彼が認めるほどの実力を持つガンマン。殺人を嫌悪するようになって銃と縁を切ったが、現在も腕は衰えてはいない。それだけの腕を持ちながらも殺すぐらいなら殺されるほうを選ぶ穏健派だったが決闘を通じて相手を射殺する冷徹さを思い出していく。
ヘロッドとは幼い頃に出会い、メキシコ国境付近で共に強盗を行っていた。ノガレスで銀行を襲った際に政府軍から逃げ回ることになった際、助けてくれた神父をヘロッドに脅されて殺してしまい、慙愧の念から牧師になっている。しかし、その後もヘロッドによって自由を奪われ、エレンと共に早撃ち大会に参加させられる。
ジョン・ヘロッド
演 - ジーン・ハックマン
田舎町リデンプションの市長。冷酷非道な権力者で多くの人間から恨みを買っている。両手撃ちを得意とする凄腕のガンマンで、自ら開催した早撃ち大会に参加する。妻は処刑したことが示唆されている。
息子であるキッドのことを未熟者として扱う。キッドが1回戦を勝利した後は実力をある程度認めつつも、「いずれお前の時代が来る」「俺の邪魔をするな」と大会から棄権するように告げており、準決勝でキッドと対峙した際もギリギリまで説得を試みた。

### 早撃ち大会の参加者
フィー・“ザ・キッド”・ヘロッド
演 - レオナルド・ディカプリオ
ヘロッドの息子。父同様早撃ちの達人で決勝まで残った実力者。町でガンショップを営む一方で、3000ドルの懸賞金がかかっていると自称する。性格は軽いが、父親を超えて彼に認められたいという純粋な気持ちを持つ。
父と違って町民からの印象は良い。マティという恋人がいるがエレンに心惹かれており、彼女が町を離れる際には告白もしたが、全く相手にされなかった。
グッドソン
演 - スヴェン＝オーレ・トールセン
キッドの初戦の相手。自称スウェーデンの代表。右腕を撃たれた後、背中を見せたキッドを狙おうとするが、すぐ振り向いたキッドに右足を撃たれて敗北を認めた。
フォイ
演 - レニー・ロフティン
コートの初戦の相手。余裕綽々だったが、右腕を撃たれて敗北する。
エース・ハンロン
演 - ランス・ヘンリクセン
ヘロッドの初戦の相手。人に掲げさせたトランプのカードを遠くから撃ち抜く芸を見せるが、ヘロッド曰くリノでは子供の指を撃ってしまったという。
4人の相手を両手に持った銃で2人ずつ撃ち殺したという評判だが、実際はヘロッドの所業であり、手柄を奪われ憤慨した彼に嬲り殺される。
ドッグ・ケリー
演 - トビン・ベル
エレンの初戦の相手。幌馬車を襲って証拠隠滅をしていた追い剥ぎ。通りかかったエレンを襲うが返り討ちに合い、馬車の車輪と手首を鎖で繋がれ荒野に放置された。車輪を壊し徒歩で町に辿り着くとエレンに決闘を申し込むが、あえなく敗北する。
軍曹クレイ・キャントレル
演 - キース・デイヴィッド
ヘロッドの2回戦の相手。賞金稼ぎを自称するが正体はプロの殺し屋で、町民たちがヘロッドから隠した金を寄せ集めて雇った。今までに17人を殺しているが、ヘロッドには敵わず無残に殺される。
スカーズ
演 - マーク・ブーン・ジュニア
キッドの2回戦の相手。脱獄囚。気性が荒い殺人狂で、1人殺す度にナイフで左腕に傷を付ける。キッドが放った弾丸1発で死亡した。
ユージン・ドレッド
演 - ケヴィン・コンウェイ
エレンの2回戦の相手。大会に参加するつもりはなかったが、キッドに煽られて参加することになり、彼の初戦の際は罵声を浴びせた。
ケイティに強要した性行為を終えた後、エレンの怒りを買ったことで決闘になり、股間を撃たれて敗北する。泣いて命乞いをし見逃されるが、酒場に戻ったエレンを襲撃したところを返り討ちに遭い、死亡する。
スポーテッド・ホース
演 - ジョノサン・ギル
コートの2回戦の相手。先住民。白人を殺す目的で大会に参加した。体中に弾痕があり、「弾丸では死なない」と豪語する。
コートの放った弾を受けて倒れるが死んではおらず、瀕死の状態でコートに銃を向けるが全弾避けられ、コートが2発目の弾を得たことで撃ち殺される。
バージル・スパークス
演 - ヨゼフ・ライナー
テキサス一の早撃ちを自称するが、1回戦で敗北する。

### 町民
ホレス
演 - パット・ヒングル
酒場兼宿屋のマスター。早撃ち大会の進行役であり、決闘の審判も務める。
ケイティ
演 - オリヴィア・バーネット
酒場で働く少女。ユージンに肉体関係を強要される。
マティ・シルク
演 - フェイ・マスターソン
キッドのガールフレンド。
チャーリー・ムーンライト
演 - ウディ・ストロード
棺桶作りをしており、町に着いたばかりのエレンに挑発的な物言いで見せびらかした。
盲目の少年
演 - ジェリー・スウィンドール
サングラスをした少年。靴磨きをしながら様々な商品を売っている。コートが求める.38ロングコルト弾を右手の感触だけで探し出し投げ渡した他、エレンに赤いインクを提供する。
ドク・ウォレス
演 - ロバーツ・ブロッサム
医者。エレンがリデンプションの出身であることを知っている。エレンの父とは無二の親友だった。
エレンの父
演 - ゲイリー・シニーズ
保安官。故人。ヘロッドたちに捕まった後、銃を握らされた幼いエレンが放った銃弾によって死亡している。
ラッツィ
演 - レイノール・シェイン
ヘロッドの子分の1人。コートの連行を担当するが、度々鼻に強打を浴びせられてしまう。その報復にコートの右手を負傷させたことでヘロッドの不興を買ってしまい、彼の手で殺される。

## キャスト
| 役名                           | 俳優                         | 日本語吹替                        | 日本語吹替                                 |
| 役名                           | 俳優                         | ソフト版                          | テレビ朝日版                               |
| ------------------------------ | ---------------------------- | --------------------------------- | ------------------------------------------ |
| エレン                         | シャロン・ストーン           | 塩田朋子                          | 小山茉美                                   |
| ジョン・ヘロッド               | ジーン・ハックマン           | 石田太郎                          | 石田太郎                                   |
| コート                         | ラッセル・クロウ             | 土師孝也                          | 田中秀幸                                   |
| フィー・“ザ・キッド”・ヘロッド | レオナルド・ディカプリオ     | 松本保典                          | 岡野浩介                                   |
| ドッグ・ケリー                 | トビン・ベル                 | 堀部隆一                          | 広瀬正志                                   |
| ドク・ウォレス                 | ロバーツ・ブロッサム         | 田村勝彦                          | 松岡文雄                                   |
| ユージン・ドレッド             | ケヴィン・コンウェイ         | 仲野裕                            | 緒方賢一                                   |
| クレイ・キャントレル軍曹       | キース・デイヴィッド         | 神谷和夫                          | 銀河万丈                                   |
| エース・ハンロン               | ランス・ヘンリクセン         | 山野史人                          | 麦人                                       |
| ホレス（バーテンダー）         | パット・ヒングル             | 島香裕                            | 藤本譲                                     |
| 保安官（エレンの父）           | ゲイリー・シニーズ           | 中田和宏                          | 大滝進矢                                   |
| スカーズ                       | マーク・ブーン・ジュニア     | 宝亀克寿                          | 小関一                                     |
| ケイティ                       | オリヴィア・バーネット       |                                   | 坂本真綾                                   |
| マティ・シルク                 | フェイ・マスターソン         |                                   | かないみか                                 |
| ラッツィ                       | レイノール・シェイン         | 藤城裕士                          | 坂東尚樹                                   |
| チャーリー・ムーンライト       | ウディ・ストロード           | 田村勝彦                          | 坂東尚樹                                   |
| 盲目の少年                     | ジェリー・スウィンドール     | 佐藤まさよし                      | 岩永哲哉                                   |
| スポーテッド・ホース           | ジョノサン・ギル             | 手塚秀彰                          | 三宅弘城                                   |
| グッドソン                     | スヴェン＝オーレ・トールセン | 堀部隆一                          | 塚田正昭                                   |
| フォイ                         | レニー・ロフティン           | 水野龍司                          | 秋元羊介                                   |
| バージル・スパークス           | ヨゼフ・ライナー             | 中田和宏                          | 大滝進矢                                   |
| その他                         | N/A                          | 秋間登 藤枝成子 平井美美 辻つとむ | 中澤やよい 幸田夏穂 佐藤ユリ               |
| 日本語版制作スタッフ           |                              |                                   |                                            |
| 演出                           | 演出                         | 松川陸                            | 水本完                                     |
| 翻訳                           | 翻訳                         | 徐賀世子                          | 日笠千晶                                   |
| 調整                           | 調整                         | 高橋久義                          | 佃安夫                                     |
| 効果                           | 効果                         |                                   | 南部満治                                   |
| 制作                           | 制作                         | グロービジョン                    | ザック・プロモーション                     |
| 初回放送                       | 初回放送                     |                                   | 1997年6月15日 『日曜洋画劇場』 21:02-22:54 |

## 音楽
- サウンドトラック - オリジナルサウンドトラック（アラン・シルヴェストリ作曲および指揮）は、1995年2月14日にリリースされた。[3]